# 大葉高島屋
大葉高島屋（ダイェータカシマヤ）は中華民国（台湾）に本拠を置く大葉高島屋百貨が運営する百貨店。

## 概要
1992年3月 日本の「髙島屋」と台湾の「羽田機械」が合弁会社として設立。2016年5月16日。高島屋は保有する大葉高島屋百貨の全株式を、大葉開発に譲渡すると発表した。これにより、大葉高島屋との資本関係はなくなるものの、新たに商標等ライセンス契約を締結し、大葉高島屋の名称は引き続き継続される。

## 店舗

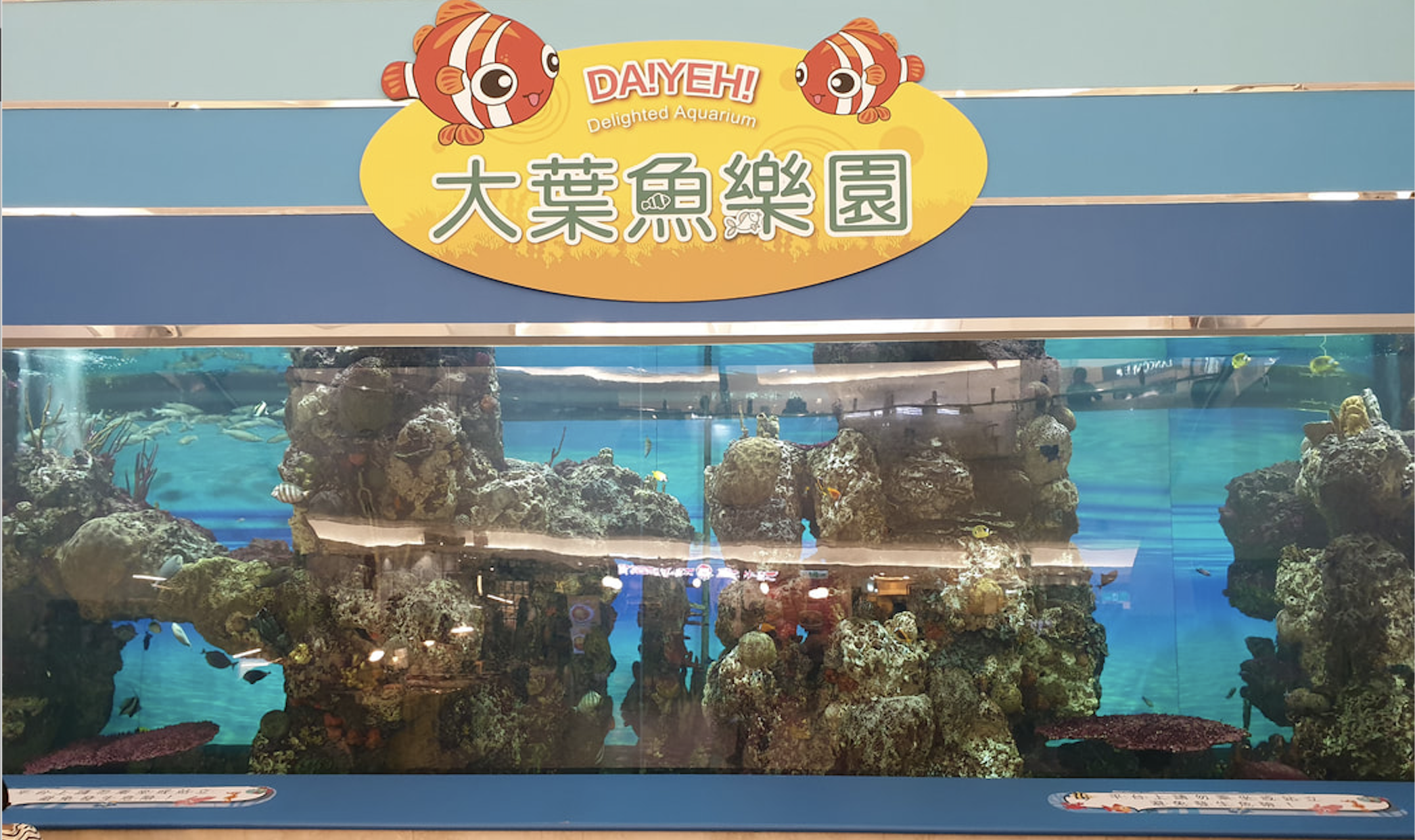
中央水族広場（地下1階·水族館）

- 大葉高島屋

台北市士林区忠誠路二段55號。1994年7月9日開業。
| 階     | フロアガイド |
| ------ | --- |
| 12F    | レストラン街、ダイソー、トイザらス、催事場 |
| 6F-11F | 駐車場 (24時間) |
| 5F     | レストラン街、AV・家電製品、催事場 |
| 4F     | 婦人肌着、家庭用品、寢具、特選食器、キッチン用具、インテリア、無印良品、GU、レストラン、VIP ルーム                                                |
| 3F     | 紳士用品、ゴルフ用品、ジーンズ、アウトドア用品、子供・ベビー用品、子供クラブ、授乳室、レストラン、カフェ                                          |
| 2F     | GAP、婦人服、婦人雑貨（アクセサリー．バッグ）、スポーツ用品、衣料修理カウンター、スシロー、Chili's Grill&Bar                                      |
| 1F     | 特選ブティック、化粧品、婦人靴、宝石・真珠・時計、ヘアサロン、JINS、カフェ、ご案内所                                                              |
| B1     | 水族館広場、フードコート、スーパーマーケット、食品名店街（源吉兆庵、ポール)・惣菜・洋菓子、靴修理・薬局、マツモトキヨシ、カルディコーヒーファーム |
| B2-B3  | 駐車場 (24時間) |

## 周辺
- 天母野球場
- 天母スポーツ公園
- 士東市場
- 台北日本人学校
- 台北米国人学校
- 国立故宮博物院
- 士林官邸